# 胡宮神社
胡宮神社（このみやじんじゃ）は、滋賀県犬上郡多賀町敏満寺にある神社。旧社格は県社。

## 祭神
- 主祭神 - 伊邪那岐命、伊邪那美命
- 配祀神 - 事勝国勝長狭命（コトカツクニカツナガサノミコト）

## 歴史
当社の詳しい創建年代は明らかではないが、当社の東側にある青龍山（せいりゅうざん）の巨石信仰が当社の起源といわれる。そのためか、当社の社伝によると敏達天皇の勅願所で聖徳太子による創建であるとしている。
当地には、聖徳太子の開基であるというが、実際は平安時代の貞観年間（859年 - 877年）から元慶年間（877年 - 885年）に伊吹山寺の僧・三修によって創建されたという天台宗の寺院・青龍山敏満寺（びんまんじ）があったが、当社はその鎮守社として敏満寺の境内であり青龍山麓であるこの地に社殿を営みなおして建立された。平安時代の赤染衛門の願文が所蔵されているので一条天皇の時代よりも以前に建立されたようである。
鎌倉時代には重源が東大寺再興の砌り当社にて延寿の祈願をしたといわれている。
また、鎌倉時代の頃から敏満寺は隆盛を極め、48伽藍120坊もの堂舎が立ち並び、その勢力は西明寺、金剛輪寺、百済寺の湖東三山と並ぶほどとなったという。
文和2年（1353年）には後光厳天皇が足利義詮とともに当社に参拝している。
戦国時代、この近辺は六角氏と京極氏・浅井氏の大名権力の境目にあたり、所領地争いの最前線となっていた。そのため敏満寺は城塞化し、敏満寺城と呼ばれるほどになった。当社もその城の曲輪の一角に入れられている。
しかし、敏満寺も当社も永禄5年（1562年）9月4日に浅井長政による久徳城攻めの際に兵火にあって焼失し、その後復興するも元亀3年（1572年）3月には織田信長にと相次いで焼き討ちされてしまい、寺領も没収されて敏満寺は廃寺となった。しかし、塔頭の福寿院は焼け残って助かっている。
当社もことごとく荒廃してしまったが、天正13年（1585年）に豊臣秀吉によって当社の本殿が再建され、敏満寺の本尊であった大日如来坐像を祀る大日堂が建立された。
江戸時代になると寛永15年（1638年）に徳川家光によって老朽化した本殿や大日堂、観音堂などが再建されている。
この頃に福寿院は多賀大社胡宮大明神と称されていた胡宮神社を管理する別当寺となっている。安永年間（1772年 - 1781年）より享和年間（1801年 - 1804年）の頃、僧・声海の時に社運は隆盛を極めた。
慶応4年（1868年）に神仏分離令が出されると福寿院は建物は残していったが、当社の北西に寺基を移して清涼山不動院と名を改めた。また、当社はそれまで多賀大社胡宮大明神と称されていたが、1869年（明治2年）に社名を胡之神社と改称している。
当社は1881年（明治14年）に郷社、次いで1886年（明治19年）には県社に列格し、胡宮神社と改名した。
境内にはかつての敏満寺の名残りである大日堂と観音堂が残されている。
敏満寺城跡は名神高速道路多賀サービスエリア（上り）にあり、土塁が残されている。

## 境内
- 本殿（滋賀県指定有形文化財） - 寛永15年（1638年）に徳川家光により再建。三間社流造、檜皮葺。
- 幣殿
- 拝殿
- 斎館
- 歴史民俗資料館
- 蓮池
- 絵馬堂
- 福祉会館
- 御輿倉
- 仁王門跡 - かつての敏満寺の仁王門の跡。礎石が残る。名神高速道路の真下にある[3]。
- 大日堂 - 寛永15年（1638年）に徳川家光により再建。本尊はかつての敏満寺の本尊であった木造大日如来坐像[3]。
- 石仏群
- 観音堂 - 寛永15年（1638年）に徳川家光により再建。元禄12年（1699年）に修復され、寛政9年（1797年）には福寿院（現・社務所）の南から現在地に移築された[3]。本尊の石造聖観音立像は聖徳太子が自ら彫ったものであるという[5]。西国三十三所のそれぞれの札所の本尊を模した33体の観音像を祀る[3]。
- 社務所 - かつての福寿院[1]。
- 庭園（国指定名勝） - 鑑賞式林泉園。室町時代末期の作庭[1]。
- 水月亭
- 敏満寺石仏谷墓跡（国指定史跡） - 当社と東側にある青龍山の間に石仏谷（いしぼとけだに）と呼ばれる山腹の斜面があるが、そこに13から16世紀の墓石群が7,000㎡の広さに渡って点在し、千体以上の石仏が安置されている[5]。
- 奥宮 - 青龍山の山頂に磐座がある。磐境とも呼ばれる[5]。

### 摂末社
- 熊野神社 - 宝永4年（1707年）彦根藩主井伊直興による建立[3]。
- 菅原神社
- 境外社
  - 稲荷神社
  - 八幡神社
  - 天満神社
  - 川岸神社
  - 仮屋神社
  - 小山神社

## 文化財

### 重要文化財
- 銅製五輪塔 附：紙本墨書寄進状 1巻 - 俊乗坊重源が建久9年（1198年）12月に敏満寺に寄進したもの[4]。

### 国指定名勝
- 社務所庭園

### 国指定史跡
- 敏満寺石仏谷墓跡 - 胡宮神社の他にも個人の所有のものがある。

### 滋賀県指定有形文化財
- 本殿

### 多賀町指定有形文化財
- 仏舎利相承図 1巻 - 文暦2年（1235年）。
- 紺紙金字大般若波羅蜜多経 巻第二百八 残巻1巻 - 鎌倉時代。
- 紙本墨書重源文書重勧進状 1通 - 鎌倉時代。
- 胡宮神社文書 398点 - 鎌倉時代から明治時代。

## 祭事
- 1月20日 - 祈祷講祭
- 11月23日 - 感謝祭

## 所在地
- 滋賀県犬上郡多賀町敏満寺49

## アクセス
- 近江鉄道多賀線 多賀大社前駅より徒歩約15分。

## 周辺情報
- 多賀大社